# Буза
Бузите (на латински: bucca) са чифт анатомични области на лицето простиращи се под очите, между носа и лявото или дясното ухо. При хората тези области се инервират от букалния нерв (n. buccalis). Областта между вътрешната стена на бузите, зъбите и венците се нарича устна торбичка и формира част от устата.
При хората и другите бозайници бузите са месести. Някои животни, като катерици и хамстери използват устната торбичка за пренасяне на храна или други предмети.
При гръбначните животни, маркировките върху областта на бузата (чрез ивици, петна и пр.), особено непосредствено под очите, често служат като важни отличителни черти между видовете или индивидите.
По време на дъвчене, бузите и езика разположен между тях служат за прикрепване на храната между зъбите.